# Missa en honorem Sanctissimae Trinitatis

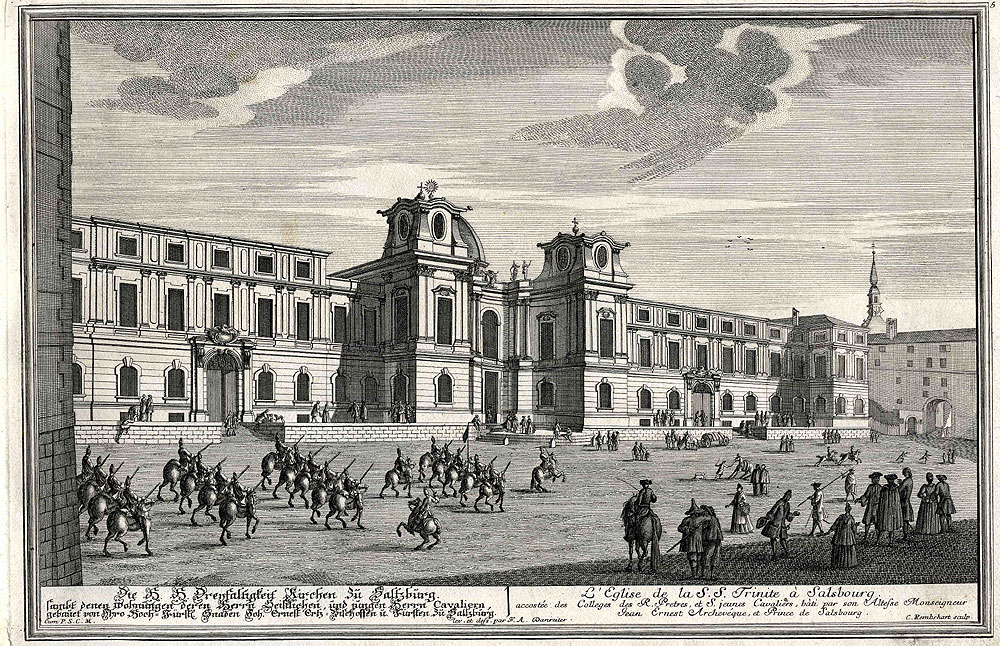
Església de la Trinitat de Salzburg, segons un gravat de l'època (cap al 1735).

La Missa in honorem Sanctissimae Trinitatis en do major, K. 167, és una missa composta per Wolfgang Amadeus Mozart el juny de 1773. Aquesta missa solemne, el seu nom ("en honor de la Santíssima Trinitat") i la data indiquen que és probable que fos composta per al diumenge de la Santíssima Trinitat i per als serveis religiosos a l'Església de la Trinitat de Salzburg.
Conté un número de cor en el que s'exclou els cantants solistes, fet rar en les misses de Mozart. Einstein sosté que pot haver estat motivat per aconseguir brevetat, seguint les directrius de l'arquebisbe Colloredo.

## Estructura
L'obra consta de sis moviments.
1. "Kyrie" Allegro, do major, 4/4
2. "Gloria" Allegro, do major, 3/4
3. "Credo" Allegro, do major, 4/4
"Et incarnatus est..." Adagio, do major, 4/4
"Et resurrexit..." Allegro, do major, 4/4
"Et in Spiritum Sanctum..." Allegro, sol major, 3/4
"Et unam sanctam..." Allegro, do major, 4/4
"Et vitam venturi saeculi..." Alla breve, do major, 2/2
4. "Sanctus" Andante, do major, 3/4
"Hosanna in excelsis..." Allegro, do major, 4/4
5. "Benedictus" Allegro, fa major, 4/4
"Hosanna in excelsis..." Allegro, do major, 4/4
6. "Agnus Dei" Adagio, do major, 3/4
"Dona nobis pacem..." Allegro moderato, do major, 2/2

La interpretació dura uns 45 minuts.

## Instrumentació
La instrumentació és per a quatre solistes (soprano, contralt, tenor i baix), cor mixt a quatre veus, violins (I i II), dos oboès, dos clarins (trompetes agudes), dues trompetes, timbales i baix continu.